# Filip Helander
Pour les articles homonymes, voir Helander.
Filip Viktor Helander, né le 22 avril 1993 à Malmö en Suède, est un footballeur suédois, qui évolue au poste de défenseur central à l'Omónia Nicosie.

## Biographie

### Hellas Vérone
Filip Helander s'engage le 22 juillet 2015 avec le club italien de l'Hellas Vérone. Il joue son premier match sous ses nouvelles couleurs le 23 septembre 2015, lors d'une rencontre de Serie A face à l'Inter Milan. Il est titularisé lors de cette rencontre perdue par son équipe sur le score de un but à zéro.

### Bologne FC
Le 31 août 2016, Filip Helander est prêté avec option d'achat obligatoire au Bologne FC, dans le même temps Nicolò Cherubin fait le chemin inverse.
Helander se fait remarquer dès sa première apparition pour Bologne, le 16 octobre 2016, en marquant également son premier but pour le club, lors d'une rencontre de Serie A contre la Lazio Rome. Titulaire, il ouvre le score, mais les deux équipes se neutralisent (1-1 score final).

### Glasgow Rangers
Le 13 juillet 2019, il signe un contrat de quatre saisons avec les Glasgow Rangers. Il joue son premier match pour son nouveau club le 18 août 2019 lors d'une rencontre de Coupe de la Ligue écossaise face au East Life FC, contre qui son équipe s'impose par trois buts à zéro. Il fait ses débuts en Scottish Premiership le 25 août suivant lors de la victoire face au Saint Mirren FC (0-1). Le 27 octobre 2019, il inscrit son premier but pour les Rangers, face au Motherwell FC, une réalisation importante qui permet à son équipe de remporter la partie (2-1). Il peine à s'imposer au début de la saison, étant en concurrence avec Nikola Katić et Connor Goldson en défense centrale mais il parvient à enchaîner les titularisations aux côtés de ce dernier à partir de la fin du mois d'octobre, gagnant la confiance de son coach, Steven Gerrard. Helander se blesse toutefois en décembre 2019 d'une blessure au pied assez rare, qui met un terme à sa saison, le championnat étant arrêté puis terminé en raison de la pandémie de Covid-19, alors qu'il devait faire son retour à la compétition en mars.
Pour sa deuxième saison, Helander est plus régulièrement titulaire. Il participe activement au titre de champion d'Écosse lors de cette saison 2020-2021 avec les Rangers,.
La suite de son aventure chez les Rangers est plus compliquée, Helander joue peu en raison de plusieurs blessures et ne fait d'ailleurs aucune apparition lors de la saison 2022-2023, touché au pied durant tout l'exercice. Ainsi, il n'est pas conservé par le club écossais à l'issue de son contrat à l'été 2023.

### Odense BK
Libre de s'engager avec le club qu'il souhaite, Filip Helander trouve un nouveau point de chute au Danemark en s'engageant le 31 août 2023 en faveur de l'Odense BK. Il s'agit d'un contrat d'une seule saison, soit jusqu'en juin 2024.
Après onze matchs joués avec le club, Helander est nommé capitaine de l'Odense Boldklub en février 2024 par le nouvel entraîneur Søren Krogh (en).
Helander marque son premier but pour l'OB le 19 avril 2024, lors d'une rencontre de championnat face au Randers FC. Buteur à la 88e minute de jeu, il croit donner la victoire à son équipe mais Randers égalise dans le temps additionnel par un but de Mads Enggård (2-2 score final),.

### Carrière en sélection
Le 28 mars 2017, Filip Helander honore sa première sélection avec l'équipe nationale de Suède, lors d'un match amical face au Portugal. Ce jour-là, il est titularisé et son équipe remporte le match par trois buts à deux.
Filip Helander est retenu dans la liste des 23 Suédois pour participer à la Coupe du monde 2018 en Russie. Il ne joue cependant aucun match lors du tournoi, étant barré par la concurrence du duo de titulaires Andreas Granqvist-Victor Lindelöf et par Pontus Jansson, qui lui est préféré par le sélectionneur Janne Andersson.
Le 19 mai 2021, il est convoqué par Janne Andersson, le sélectionneur de l'équipe nationale de Suède dans la liste des 26 joueurs suédois retenus participer à l'Euro 2020,.

## Palmarès

### En club
Malmö FF (4)
- Champion de Suède en 2013 et 2014
- Vainqueur de la Supercoupe de Suède en 2013 et 2014

 Rangers FC (2)
- Finaliste de la coupe de la Ligue en 2019
- Champion d'Écosse en 2021
- Finaliste de la Ligue Europa en 2022
- Vainqueur de la Coupe d'Écosse en 2022

### En sélection
Suède espoirs (1)
- Vainqueur de l'Euro espoirs en 2015